# Околосветско пътешествие
Околосветското пътешествие е обиколка на цялата планета. Първото околосветско пътешествие е на експедицията на Фернандо Магелан и Хуан Себастиан де Елкано през 1519 – 1522 г., които отплават от Испания и прекосяват Атлантическия, Тихия и Индийския океан. Второто е на сър Франсис Дрейк на каравелата Златната кошута през 1577 – 1580 г. От 1831 до 1836 г. на борда на кораба HMS Бигъл.  Историческа експедиция около света, по време на която прави ключовите наблюдения, които водят до неговата Теория на еволюцията. На 7 януари 1887 г. англичанинът Томас Стивънс завършва първото в историята околосветско пътешествие с велосипед в Сан Франциско, започнато на 22 април 1884 г. Американската журналистка Нели Блай поставя световен рекорд за околосветско пътешествие за 72 дни от 14 ноември 1889 до 25 януари 1890 г., подражавайки на измисления герой на Жул Верн Филеас Фог. Първият околосветски полет на самолет е от американци през 1924 г., а на Цепелин - през 1929 г. Юрий Гагарин осъществява първия космически околосветски полет през 1961 г. на Восток 1. През декември 1986 г. американците Ричард Рутан и Джийна Ийгър извършват първия околосветски полет със самолет без междинно кацане и презареждане – с Вояджър.
Чарлз Дарвин осъществява околосветско пътешествие с кораба HMS Бигъл в продължение на няколко години и пише пътепис, който го прави известен. По време на това пътешествие у него възниква Теорията на еволюцията, описана за пръв път в Произходът на видовете. Първото космическо околосветско пътешествие (орбита) е извършено от Юрий Гагарин на 12 април 1961 г.